# Martijn Scherpen
Martijn Scherpen es un deportista neerlandés que compitió en ciclismo en la modalidad de BMX. Ganó una medalla de oro en el Campeonato Europeo de Ciclismo BMX de 2009.

## Palmarés internacional
| Campeonato Europeo | Campeonato Europeo     | Campeonato Europeo | Campeonato Europeo |
| Año                | Lugar                  | Medalla            | Competición        |
| ------------------ | ---------------------- | ------------------ | ------------------ |
| 2009               | Fredericia (Dinamarca) | Medalla de oro     | Carrera            |